# Gantenahalli, Chiknayakanhalli
Gantenahalli là một làng thuộc tehsil Chiknayakanhalli, huyện Tumkur, bang Karnataka, Ấn Độ.